# Musée Chintreuil
Le Musée Chintreuil est un musée ayant reçu le label musée de France et situé à Pont-de-Vaux dans le département de l'Ain. Il est essentiellement consacré à l'œuvre du peintre paysagiste Antoine Chintreuil, né en 1814 à Pont-de-Vaux. Le musée accueille également des expositions exceptionnelles comme celle consacrée à l'artiste Bang Hai Ja en 2013.
Le musée est hébergé dans un ancien hôtel particulier du XVIIe siècle qui accueille également l'hôtel de ville de la commune.

## Présentation
Outre un fond concernant Antoine Chintreuil, le musée présente également plusieurs œuvres de peintres de l'Ain comme Jules Migonney, Louis Jourdan, Firmin-Girard ou Fonville père et fils.

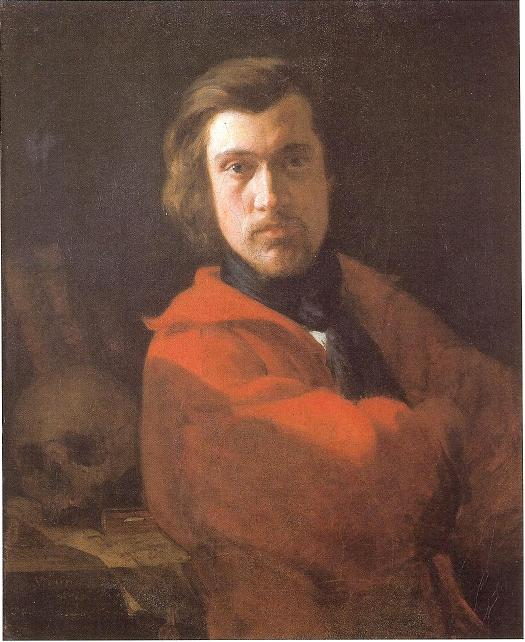
Portrait d'Antoine Chintreuil par Eugène Villain. (exposé au musée Chintreuil)
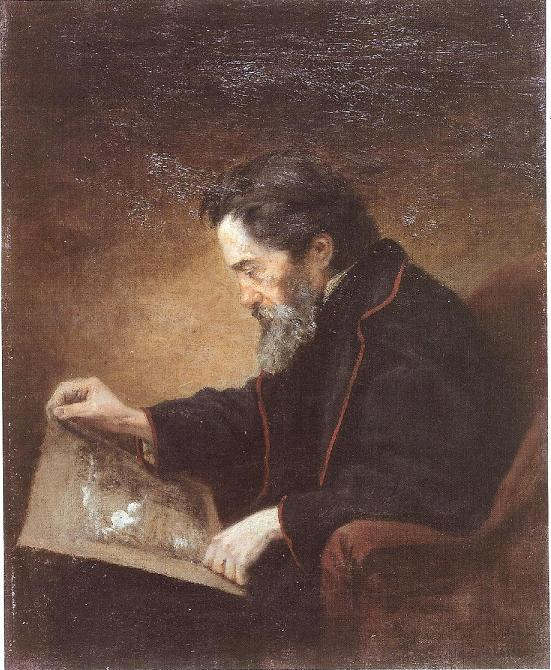
Portrait d'Antoine Chintreuil par Jean-Alfred Desbrosses. (exposé au musée Chintreuil)

Le musée conserve aussi un fonds d'œuvres et de souvenirs relatifs au général Joubert, également natif de Pont-de-Vaux et présente un cabinet de curiosités conservé dans son jus du XIXe siècle.
Le musée a accueilli l'inauguration de l'exposition autour du sport intitulé « 24 pour tous et tous pour un » lancé par Guillaume Renoud en 2018. Cette exposition mêlant art et sport a regroupé des athlètes olympiques tels que Barbara Harel, Sandrine Martinet-Aurières, David Smétanine et des artistes contemporains Alain Bar, Lucie Llong, Jean-Pierre Chatelet, entre autres.